# Список університетів Ізраїлю
Список університетів Ізраїлю — перелік університетів, що функціонують в державі Ізраїль. Їх загалом 9, що академічно контролюються Радою з вищої освіти при Міністерстві освіти Ізраїлю. Крім того, Ізраїль заснував університет в Аріелі на Західному березі річки Йордан, який визнаний та академічно контролюється Радою з вищої освіти в Юдеї та Самарії. Відмінність університету від коледжу (їх нараховується близько 70) в Ізраїлі полягає в тому, що лише університет може надати докторські ступені.

## Університети
| Назва                                     | Рік  | Розташування | Кількість студенті | Світовий академічний ранг |
| ----------------------------------------- | ---- | ------------ | ------------------ | ------------------------- |
| Техніон                                   | 1912 | Хайфа        | 13,000 (2005)      | 101–150, 102—150, 301—350 |
| Єврейський університет                    | 1918 | Єрусалим     | 22,600 (2003)      | 131, 59, 178              |
| Науково-дослідний інститут імені Вейцмана | 1934 | Реховот      | 2,500 (2012)       | 346, 102—150, N/A         |
| Університет імені Бар-Ілана               | 1955 | Рамат-Ган    | 26,800 (2008)      | 570, 305—401, N/A         |
| Тель-Авівський університет                | 1956 | Тель-Авів    | 29,000 (2005)      | 266, 102—150, 201—250     |
| Хайфський університет                     | 1963 | Хайфа        | 18,000 (2009)      | 510, 401—500, N/A         |
| Університет Бен-Гуріона                   | 1969 | Беер-Шева    | 19,000 (2010)      | 448, 203—304, N/A         |
| Відкритий університет Ізраїлю             | 1974 | Раанана      | 48,000 (2014)      | 1893, N/A, N/A            |
| Аріельський університет                   | 1982 | Аріель       | 14,000 (2012)      | N/A, N/A, N/A             |

Старший персонал університетів об'єднаний у Координаційну раду старшого персоналу (івр. מועצה המתאמת של הסגל האקדמי הבכיר), а молодший — в Координаційний форум університетських організацій молодшого персоналу (івр. פורום המתאם של ארגוני הסגל האקדמי הזוטר באוניברסיטאות). Студентські організації об'єднані в Союз студентів в Ізраїлі (івр. התאחדות הסטודנטים בישראל).

## Коледжі
1. Коледж права та бізнесу, Рамат Ган
2. Академічний коледж Тель-Авів-Яффа
3. Технічний технікум Афеки, Тель-Авів
4. Академічний коледж Ашкелона
5. Беер-Шевська технічна школа
6. Школа театральної майстерності Бейт Цві, Рамат-Гані
7. Академія мистецтв і дизайну ім. Безареля, Єрусалим
8. Академічний центр Кармель, Хайфа
9. Центр академічних досліджень, або Єгуда
10. Коледж менеджменту академічних досліджень (COMAS), Рішон-ле-Ціон
11. Академічний центр «Дан», Петах-Тіква
12. Технологічний коледж ім. Кфар-Аврахам, Петах-Тіква
13. Академічний коледж Хадасса, Єрусалим
14. Єрусалимський Хареді-коледж
15. Холонський технологічний інститут
16. Герцлійський міждисциплінарний центр
17. Ізраїльський коледж Біблії, Нетанія
18. Єрусалимська академія музики та танцю
19. Єрусалимський інженерний коледж
20. Єрусалимський технологічний коледж
21. Єрусалимський університетський коледж
22. Кіннеретський академічний коледж
23. Інститут Лендера, Єрусалим
24. Коледж Ізреельської долини ім Макса Стерна, Їзреельська долина
25. Міхвар-коледж, Бней-Брак
26. Школа дизайну і освіти Нері Бломфельд, Хайфа
27. Нетанський науковий коледж
28. Нетанський академічний юридичний коледж
29. Оноський науковий коледж, Кір'ят-Оно
30. ОРТ-Браудський інженерний коледж, Кармель
31. Переський науковий центр, Реховот
32. Рейдман-коледж, Тель-Авів, Єрусалим, Хайфа, Беер-Шева, Ейлат, Кінерет та Місгав
33. Руппінів науковий центр
34. Науковий коледж Шапіро
35. Школа фільму та телебачення ім. Сема Шпігеля, Єрусалим
36. Самі Шамонський інженерний технікум, Беер-Шева і Ашдод
37. Коледж Шаарея Мішпат, Год-га-Шарон
38. Шалем-коледж, Єрусалим
39. Шенкарський інженерно-дизайнерський коледж, Рамат-Гані
40. Науковий коледж Тел-Хай
41. Західно-Галлілейський коледж, Акра
42. Цефатський науковий коледдж, м. Сафед
43. Єгудський обласний коледж, Кір'ят-Арба
44. Агваський академічний коледж, Ахва
45. Науковий педагогічний коледж Аль-Касемі, Бака аль-Гарбія
46. Арабський педагогічний коледж освіти, Хайфа
47. Бейт-Берл-коледж, Кфар-Саба
48. Технологічний технікум, Тель-Авів
49. Педагогічний коледж ім. Давида Єлліна, Єрусалим
50. Євфратський педагогічний коледж, Єрусалим
51. Емунський педагогічний коледж, Єрусалим
52. Гіват-Вашингтонський педагогічний коледж освіти, Гіват-Вашингтон
53. Гордонів педагогічний колдже, Хайфа
54. Педагогічний коледж Гембата, Нетівот
55. Герцог-коледж, Алон-Швут
56. Єрусалимський коледж Міхлала, Єрусалим
57. Академічний педагогічний коледж Кайє, Беер-Шева
58. Кібуцький педагогічний коледж, Тель-Авів
59. Педаогогічний коледж освіти Левініські, Тель-Авів
60. Педагогічний коледж Ліфшица, Єрусалим
61. МОФЕТ-Інститут (спілка коледжів освіти), Тель-Авів
62. Релігійний педагогічний коледж Якова Морешета, Реховот
63. Огало-коледж, Кацрин
64. Оранімський науковий коледж, Кір'ят Тівон
65. Орт-коледж для викладачів технологій, Тель-Авів
66. Релігійний педагогічний коледж освіти Шаян, Хайфа
67. Педагогічний коледж Талпіота, Тель-Авів
68. Академія дизайну та освіти ВІЗО, м. Хайфа